# Hunter McElrea

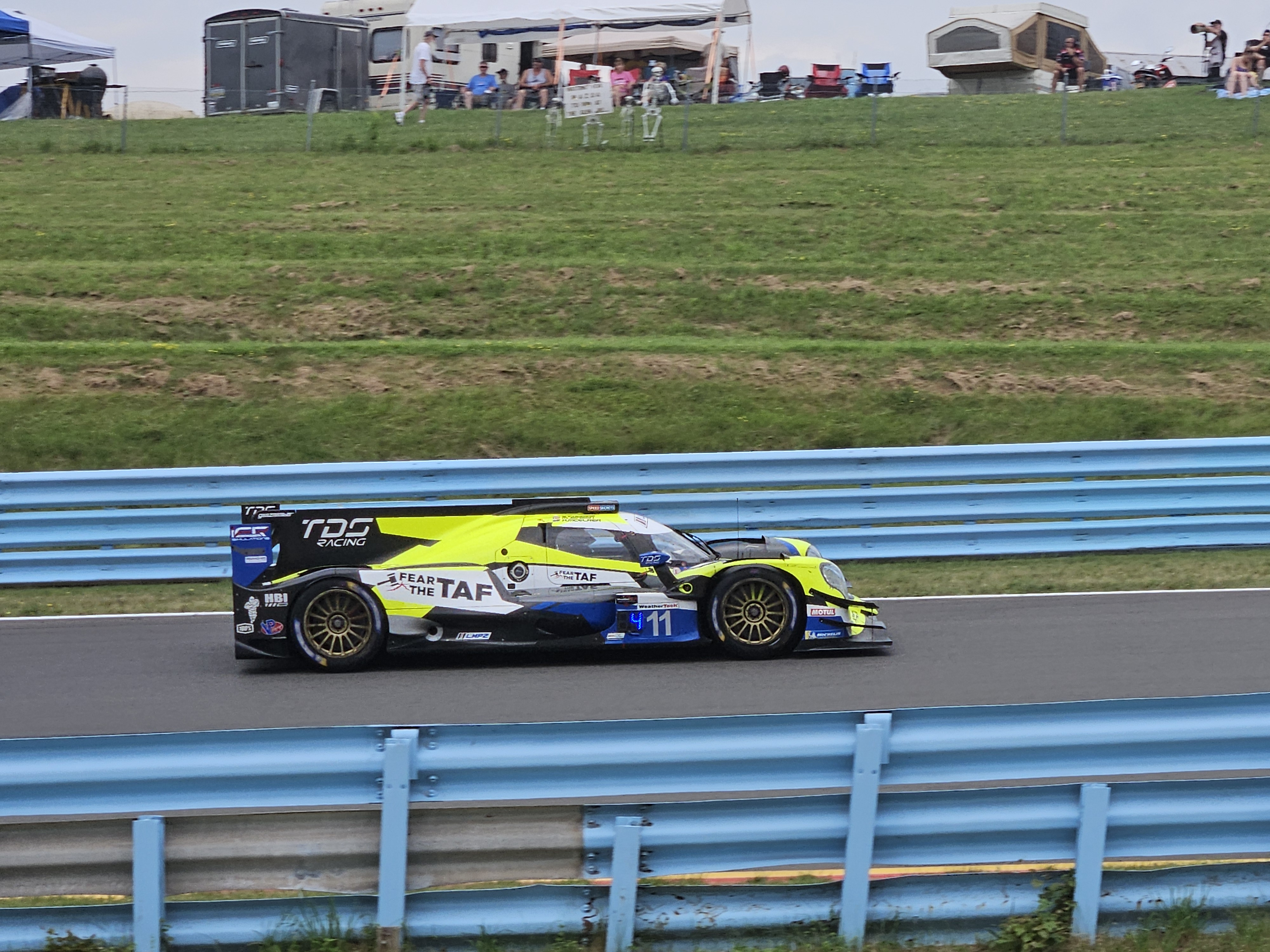
Der von Hunter McElrea beim 6-Stunden-Rennen von Watkins Glen 2024 gefahrene Oreca 07

Hunter McElrea (* 21. November 1999 in Los Angeles, USA) ist ein neuseeländischer Rennfahrer.

## Karriere
McElrea begann seine Karriere im Kartsport im Alter von sieben Jahren.
Im Jahr 2015 nahm er an der Formel-Ford-Meisterschaft in Australien und Neuseeland teil. Im Jahr 2018 bestritt McElrea seine zweite komplette Saison in der australischen Formel-Ford-Meisterschaft, wo er dreizehn Siege und die Meisterschaft feierte.
Danach fuhr McElrea in der USF Pro 2000 Championship, der IndyPro 2000 und der Indy NXT (Indy Lights) in den USA. In der Indy NXT belegte er 2023 den zweiten Platz in der Meisterschaft und wurde Rookie of the Year.
2024 belegte er beim 12-Stunden-Rennen in Sebring den zweiten Rang in der LMP2-Klasse. Beim Indy Toronto 2024 startet McElrea zum ersten Mal in der IndyCar-Series im Team von Dale Coyne Racing.

## Persönliches
McElrea gehört zur dritten Generation einer Motorsportfamilie. Sein Großvater Rod McElrea gewann 1971 die neuseeländische Beach-Racing-Meisterschaft in Nelson und 1983 die OSCA-Meisterschaft. Sein Vater Andy McElrea gewann 1991 die neuseeländische Formel-Ford-Meisterschaft und 1996 die neuseeländische Trans-Am-Meisterschaft.  Andy ist außerdem Gründer und Teamchef von McElrea Racing, das an der Porsche Carrera Cup Australia Championship und der Porsche Sprint Challenge Australia Championship teilnimmt.

## Statistik

### Einzelergebnisse in der IndyCar Series
| Jahr | Team              | 1   | 2   | 3   | 4   | 5    | 6   | 7   | 8   | 9   | 10   | 11   | 12  | 13  | 14  | 15   | 16   | 17  | Punkte | Rang |
| ---- | ----------------- | --- | --- | --- | --- | ---- | --- | --- | --- | --- | ---- | ---- | --- | --- | --- | ---- | ---- | --- | ------ | ---- |
| 2024 | Dale Coyne Racing | STP | LBH | ALA | IMS | INDY | DET | ROA | LAG | MDO | IOW1 | IOW2 | TOR | GAT | POR | MIL1 | MIL2 | NSH | 6      | 41.  |
| 2024 | Dale Coyne Racing |     |     |     |     |      |     |     |     |     | 24   |      |     |     |     |      |      |     | 6      | 41.  |

Legende

### Sebring-Ergebnisse
| Jahr | Team       | Fahrzeug | Teamkollege   | Teamkollege   | Platzierung | Ausfallgrund |
| ---- | ---------- | -------- | ------------- | ------------- | ----------- | ------------ |
| 2024 | TDS Racing | Oreca 07 | Steven Thomas | Mikkel Jensen | Rang 11     |              |
| 2025 | TDS Racing | Oreca 07 | Steven Thomas | Mikkel Jensen | Rang 13     |              |